# John H. Gear
John H. Gear (Ithaca, 1825. április 7. – Washington, 1900. július 14.) az Amerikai Egyesült Államok szenátora (Iowa, 1895–1900).